# Oxystophyllum ambotiense
Oxystophyllum ambotiense är en orkidéart som först beskrevs av Johannes Jacobus Smith, och fick sitt nu gällande namn av Mark Alwin Clements. Oxystophyllum ambotiense ingår i släktet Oxystophyllum och familjen orkidéer. Inga underarter finns listade i Catalogue of Life.